# Rund um den Henninger-Turm 2008
Il Rund um den Henninger-Turm 2008, quarantasettesima edizione della corsa, valido come evento del circuito UCI Europe Tour 2008 categoria 1.HC, si svolse il 1º maggio 2008 per un percorso di 179 km. Fu vinto dall'olandese Karsten Kroon, che giunse al traguardo in 4h 25' 36" alla media di 40,437 km/h.
Al traguardo 53 ciclisti portarono a termine la gara.

## Ordine d'arrivo (Top 10)
| Pos. | Corridore        | Squadra         | Tempo    |
| ---- | ---------------- | --------------- | -------- |
| 1    | Karsten Kroon    | CSC-Saxo Bank   | 4h25'36" |
| 2    | Davide Rebellin  | Gerolsteiner    | s.t.     |
| 3    | Mauricio Ardila  | Rabobank        | s.t.     |
| 4    | Fabian Wegmann   | Gerolsteiner    | s.t.     |
| 5    | Christian Knees  | Milram          | s.t.     |
| 6    | Nicolas Roche    | Crédit Agricole | s.t.     |
| 7    | Steffen Wesemann | Cycle Colls.    | s.t.     |
| 8    | Björn Glasner    | Kuota           | a 3"     |
| 9    | Andy Schleck     | CSC-Saxo Bank   | a 4"     |
| 10   | Bert De Waele    | Landbouwkrediet | a 1'10"  |